# Roger Bacon
Roger Bacon (Doctor Mirabilis), född omkring 1219/1220 i Ilchester, Somerset, England av förmögna föräldrar lojala mot Henrik III, död 1292, var vetenskapsteoretiker och kritiserade auktoritetstro och obevisbar kunskap, men var samtidigt även alkemist. Han utbildades i Oxford och Paris, arbetade som professor (munk) på den franciskanska skolan i Oxford, främst i ämnena matematik och astronomi. Han influerades av Robert Grossetestes teorier.
Bacon var samtida med Thomas av Aquino. Han offrade sin ärvda förmögenhet på vetenskapen och var mycket intresserad av det arabisk-judisk-kristna Sydeuropa. Han var inte imponerad av parisarnas dialektiska tankesätt utan eftersträvade en allvetenskap som skulle rena kristendomen, förändra och omvända världen.

## Vetenskap
Roger Bacon var föregångare till den empiriska vetenskapliga modellen och förespråkade att vetenskapliga teorier skulle beläggas genom experiment och observationer och inte genom det då gängse sättet som var tro och tankens kraft.

### Optik
Efter att ha läst Abu Ali al-Hasan ibn al-Haytham's Optik och intryck från Robert Grosseteste gjorde Bacon stora framsteg inom optiken. Han hade de teoretiska kunskaperna för att konstruera ett teleskop, men det skulle dröja till 1600-talet innan man hade tekniken att göra det. Han uppfann förstoringsglaset, vilket ledde till att även glasögon såg dagens ljus. 

### Astronomi
Bacon trodde på en sfäriskt formad jord och att man kunde segla runt den. Han beräknade avståndet till stjärnorna till cirka 800 miljoner kilometer.

### Krut
Krutet är det äldsta kända sprängmedlet. De som brukar nämnas som uppfinnare är kineser, araber och indier. Först med att publicera något om krut var Roger Bacon som 1242 publicerade en bok i Oxford där han beskrev hur man kunde göra en explosiv blandning genom att blanda bland annat salpeter. För denna publicerings skull brukar Bacon ibland räknas som krutets uppfinnare.

### Teknik
Efter att ha läst om Ibn Firnas som i moriska Spanien uppfann, konstruerade och testade en flygmaskin 875 ritade Bacon egna skisser om motordrivna fartyg, flygmaskiner och annan mekanik, 300 år före Leonardo da Vinci. Han kämpade mot folkets vidskeplighet och Parisskolastikernas misstro mot naturvetenskapen, och hade visioner om en framtida teknisk värld.

## Religion
Roger Bacon var kritisk till korstågen (det misslyckade sjunde pågick som bäst i Egypten 1248–1254) och han ansåg att de icke troende skulle omvändas med vishet och sant vetande. Hans slutsats var att Rom och kristenheten var oförmögna till detta eftersom de var fördärvade av högmod, girighet, avund, vällust och dryckenskap vilket i stort gällde alla ordnar, kloster och universitet vid den tiden.
Bacon blev satt i fängelse år 1278 (cirka 66 år gammal) för sina påstått okristliga läror. Han släpptes ur fängelset 1292 och dog 80 år gammal. 

## Fotnoter
1. ↑  Exakt datering av Roger Bacons födelse- och dödsår är svår att göra på grund av bristande källäge. Olika traditioner hävdar olika dateringar. Den svenska dateringen (gjord i fransk tradition) av dödsåret 1292 är ovanlig sedd ur de allra flesta andra traditioner som anger 1294 som dödsår. http://viaf.org/viaf/120688673/
2. 1 2  ”Roger Bacon”. Stanford Encyclopedia of Philosophy. http://plato.stanford.edu/entries/roger-bacon/. Läst 30 juli 2016.